# Waldemar Kamrat
Waldemar Kamrat (ur. 25 października 1953 w Piszu) – polski profesor dr hab., specjalista ds. energetyki kompleksowej. Prorektor ds. kształcenia i rozwoju Politechniki Gdańskiej (kadencja 2008–2012).

## Życiorys
Jest absolwentem Politechniki Gdańskiej, wydziału elektrycznego (1977) oraz Uniwersytetu Gdańskiego wydziału ekonomiki produkcji (1982). W 1989 obronił doktorat na Politechnice Gdańskiej. W 1999 tamże habilitował się, a w 2001 uzyskał tytuł profesora nadzwyczajnego. Tytuł profesora nauk technicznych uzyskał w 2006. Ukończył studia specjalistyczne w zakresie polityki i efektywności energetycznej w USA, uzyskując Certificate of the Institute far Young Investigators in Energy Efficiency – Berkeley/Washinghton DC.
Na Politechnice Gdańskiej pracuje od 1983. W latach 1990–1997 kierował Studiami Podyplomowymi. Kierował Zespołem Elektrowni i Gospodarki Energetycznej w Katedrze Elektroenergetyki. Był (2003–2005) rektorem Gdańskiej Wyższej Szkoły Administracji, a w kadencji 2004–2007 członkiem Zespołu Kierunków Studiów Technicznych Państwowej Komisji Akredytacyjnej. W latach 1996–2005 pełnił szereg funkcji kierowniczych w zarządach firm energetycznych, a w latach 2004/2006 był przedstawicielem Konfederacji Pracodawców Energetyki Polskiej w Komitecie ds. Energii Elektrycznej Europejskiej Organizacji Pracodawców Sektora Publicznego CEEP w Brukseli. Posiada znaczący dorobek naukowy i dydaktyczny. 
Jest członkiem:
- Prezydium Komitetu Problemów Energetyki przy Prezydium PAN,
- Editorial Board międzynarodowego pisma „The International Journal of Power and Energy Systems", indeksowanego przez Cambridge Scientific Abstracts,
- polskiej afiliacji International Association for Energy Economics (USA).

## Nagrody i odznaczenia
- Nagroda Rektora Politechniki Gdańskiej (medal „Jubileusz Politechniki w Gdańsku 2004–2005")
- Srebrny Krzyż Zasługi (2000)[2]
- Złoty Krzyż Zasługi (2018)[3]